# Olympische Sommerspiele 1976/Kanu – Einer-Kajak 1000 m (Männer)
Die Wettkämpfe im Einer-Kajak über 1000 Meter bei den Olympischen Sommerspielen 1976 wurde vom 29. bis 31. Juli auf der Île Notre-Dame ausgetragen. 
Es wurden drei Vorläufe, drei Hoffnungsläufe, drei Halbfinals und ein Finale ausgetragen.
Olympiasieger wurde der Ostdeutsche Rüdiger Helm.

## Ergebnisse

### Vorläufe
Die jeweils ersten drei Boote qualifizierten sich für die Halbfinals, die restlichen Boote für den Hoffnungslauf.

#### Vorlauf 1
| Rang | Athleten          | Nation             | Zeit        |
| ---- | ----------------- | ------------------ | ----------- |
| 1    | Oreste Perri      | Italien            | 3:55,67 min |
| 2    | Géza Csapó        | Ungarn             | 3:57,46 min |
| 3    | Theo Classens     | Belgien            | 3:59,34 min |
| 4    | David Gilman      | Vereinigte Staaten | 4:05,38 min |
| 5    | Patrick Genestier | Frankreich         | 4:09,79 min |
| 6    | Hans Eich         | BR Deutschland     | 4:22,99 min |
| 7    | Mak Chi Wai       | Hongkong           | 4:54,89 min |

#### Vorlauf 2
| Rang | Athleten      | Nation           | Zeit        |
| ---- | ------------- | ---------------- | ----------- |
| 1    | Rüdiger Helm  | DDR              | 3:53,41 min |
| 2    | Vasile Dîba   | Rumänien         | 3:57,19 min |
| 3    | Hannu Kojo    | Finnland         | 4:01,44 min |
| 4    | Donald Cooper | Neuseeland       | 4:04,29 min |
| 5    | Ľubor Štark   | Tschechoslowakei | 4:11,96 min |
| 6    | Günther Pfaff | Österreich       | 4:14,92 min |

#### Vorlauf 3
| Rang | Athleten              | Nation         | Zeit        |
| ---- | --------------------- | -------------- | ----------- |
| 1    | Oleksandr Schaparenko | Sowjetunion    | 3:54,42 min |
| 2    | Grzegorz Śledziewski  | Polen          | 3:55,76 min |
| 3    | Douglas Parnham       | Großbritannien | 3:56,47 min |
| 4    | Berndt Andersson      | Schweden       | 3:57,00 min |
| 5    | Fernando Henríquez    | Spanien        | 3:59,06 min |
| 6    | Reed Oldershaw        | Kanada         | 4:07,03 min |

### Hoffnungsläufe
Die ersten drei Boote der Hoffnungsläufe erreichten das Halbfinale. Einzig Mak Chi Wai aus Hongkong schied aus.

#### Hoffnungslauf 1
| Rang | Athleten       | Nation             | Zeit        |
| ---- | -------------- | ------------------ | ----------- |
| 1    | David Gilman   | Vereinigte Staaten | 4:16,10 min |
| 2    | Ľubor Štark    | Tschechoslowakei   | 4:19,86 min |
| 3    | Reed Oldershaw | Kanada             | 4:24,11 min |
| 4    | Mak Chi Wai    | Hongkong           | 4:42,38 min |

#### Hoffnungslauf 2
| Rang | Athleten           | Nation         | Zeit        |
| ---- | ------------------ | -------------- | ----------- |
| 1    | Fernando Henríquez | Spanien        | 3:55,03 min |
| 2    | Donald Cooper      | Neuseeland     | 3:55,52 min |
| 3    | Hans Eich          | BR Deutschland | 3:58,49 min |

#### Hoffnungslauf 3
| Rang | Athleten          | Nation     | Zeit        |
| ---- | ----------------- | ---------- | ----------- |
| 1    | Patrick Genestier | Frankreich | 3:59,85 min |
| 2    | Berndt Andersson  | Schweden   | 4:08,62 min |
| 3    | Günther Pfaff     | Österreich | 4:14,90 min |

### Halbfinalläufe
Die ersten drei Boote der Halbfinals erreichten das Finale.

#### Halbfinale 1
| Rang | Athleten        | Nation             | Zeit        |
| ---- | --------------- | ------------------ | ----------- |
| 1    | Oreste Perri    | Italien            | 3:50,19 min |
| 2    | Vasile Dîba     | Rumänien           | 3:51,69 min |
| 3    | Douglas Parnham | Großbritannien     | 3:52,00 min |
| 4    | Donald Cooper   | Neuseeland         | 3:53,21 min |
| 5    | David Gilman    | Vereinigte Staaten | 3:54,12 min |
| 6    | Günther Pfaff   | Österreich         | 4:08,65 min |

#### Halbfinale 2
| Rang | Athleten             | Nation   | Zeit        |
| ---- | -------------------- | -------- | ----------- |
| 1    | Grzegorz Śledziewski | Polen    | 3:46,88 min |
| 2    | Rüdiger Helm         | DDR      | 3:47,82 min |
| 3    | Berndt Andersson     | Schweden | 3:47,97 min |
| 4    | Reed Oldershaw       | Kanada   | 3:48,82 min |
| 5    | Fernando Henríquez   | Spanien  | 3:54,33 min |
| 6    | Theo Classens        | Belgien  | 4:01,38 min |

#### Halbfinale 3
| Rang | Athleten              | Nation           | Zeit        |
| ---- | --------------------- | ---------------- | ----------- |
| 1    | Géza Csapó            | Ungarn           | 3:44,77 min |
| 2    | Oleksandr Schaparenko | Sowjetunion      | 3:45,30 min |
| 3    | Ľubor Štark           | Tschechoslowakei | 3:53,11 min |
| 4    | Hannu Kojo            | Finnland         | 3:55,03 min |
| 5    | Patrick Genestier     | Frankreich       | 3:55,61 min |
| 6    | Hans Eich             | BR Deutschland   | 4:16,77 min |

### Finale
| Rang | Athleten              | Nation           | Zeit        |
| ---- | --------------------- | ---------------- | ----------- |
| 1    | Rüdiger Helm          | DDR              | 3:48,20 min |
| 2    | Géza Csapó            | Ungarn           | 3:48,84 min |
| 3    | Vasile Dîba           | Rumänien         | 3:49,65 min |
| 4    | Oreste Perri          | Italien          | 3:51,13 min |
| 5    | Oleksandr Schaparenko | Sowjetunion      | 3:51,45 min |
| 6    | Berndt Andersson      | Schweden         | 3:51,94 min |
| 7    | Douglas Parnham       | Großbritannien   | 3:52,64 min |
| 8    | Grzegorz Śledziewski  | Polen            | 3:54,29 min |
| 9    | Ľubor Štark           | Tschechoslowakei | 3:55,98 min |